# Karel De Kesel
Karel De Kesel, né le 11 août 1849 à Zomergem et mort le 20 novembre 1922 à Erlangen, est un artiste peintre et sculpteur belge.

## Œuvres

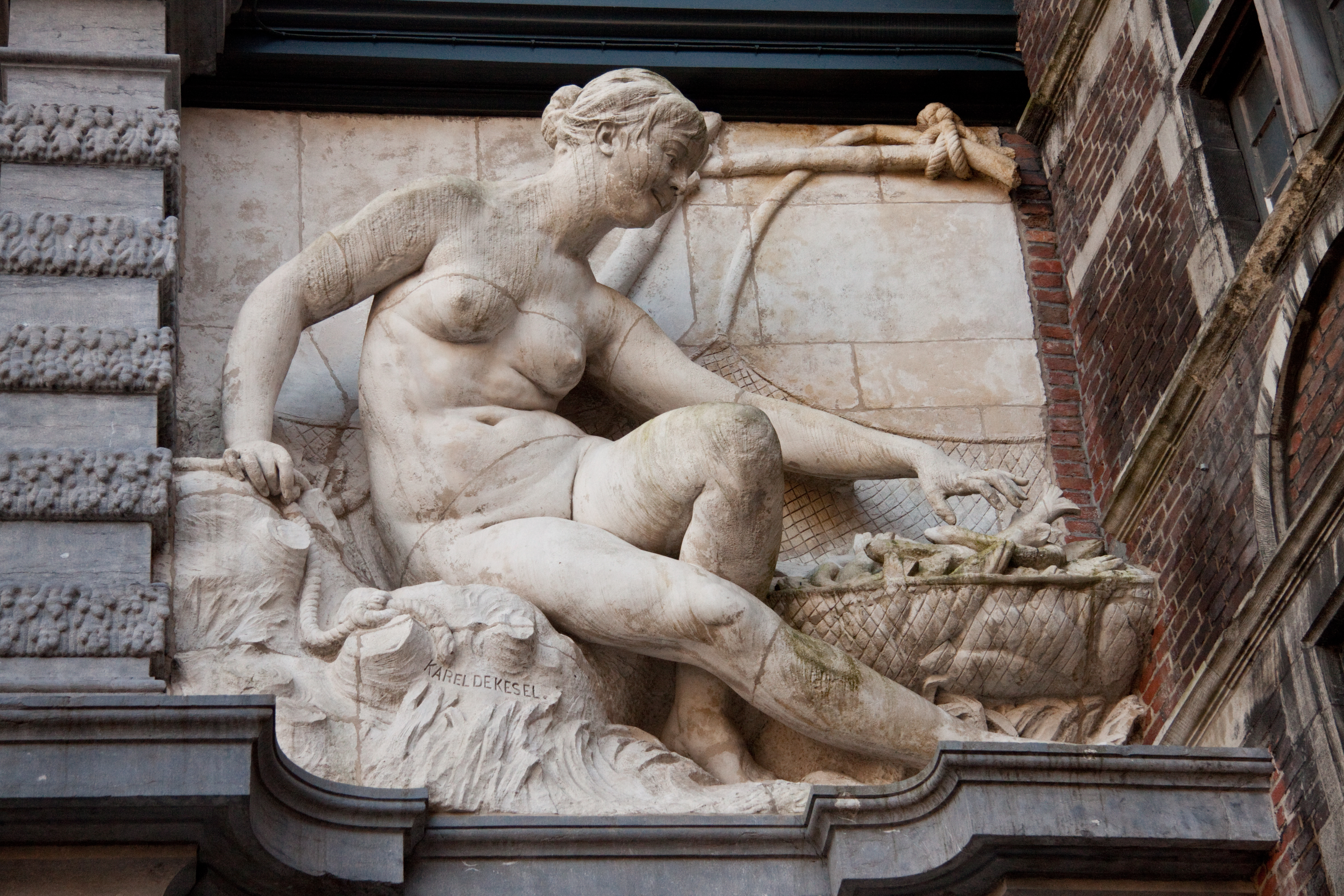
Statue, à Gand.
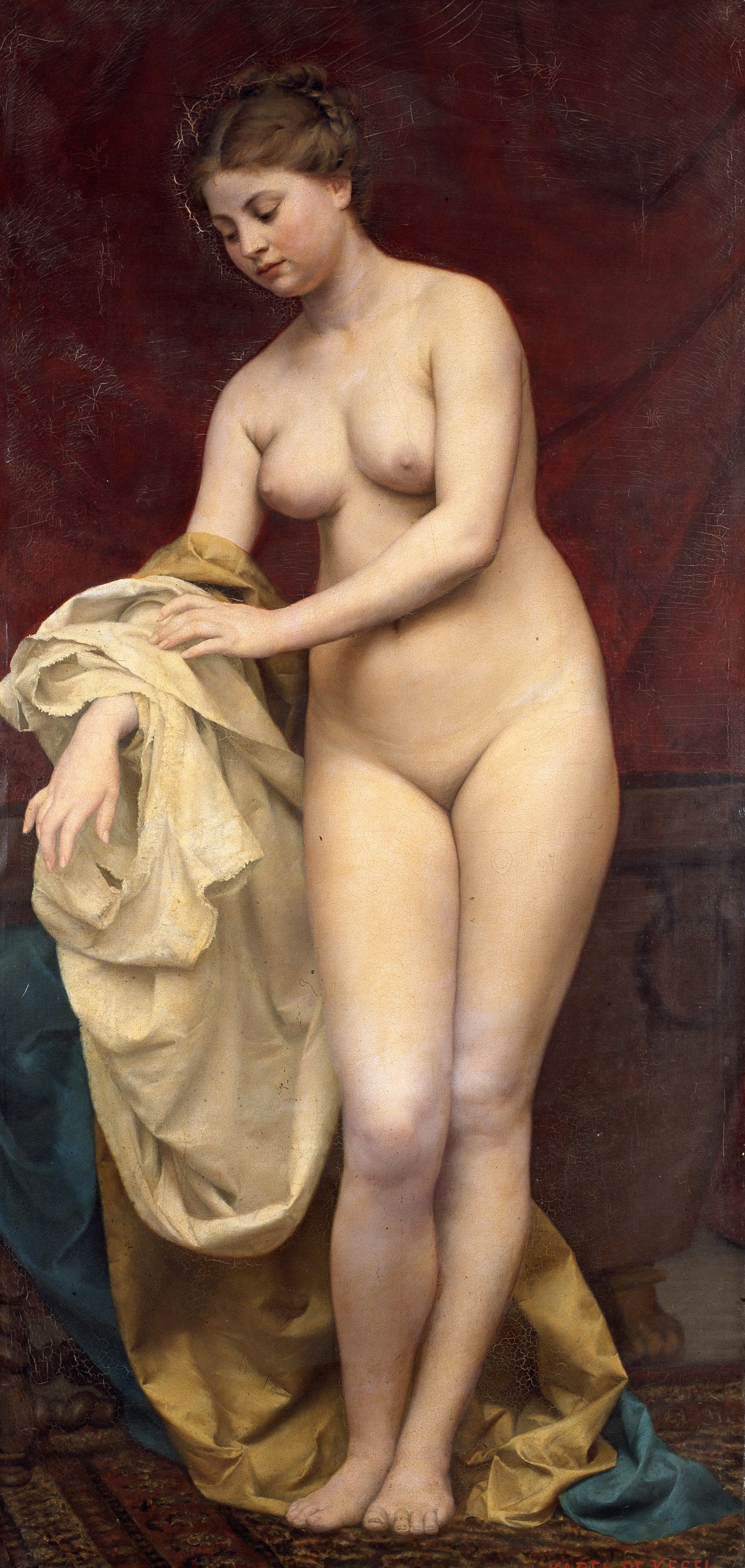
Baigneuse, musée des Beaux-Arts de Gand, 1881.
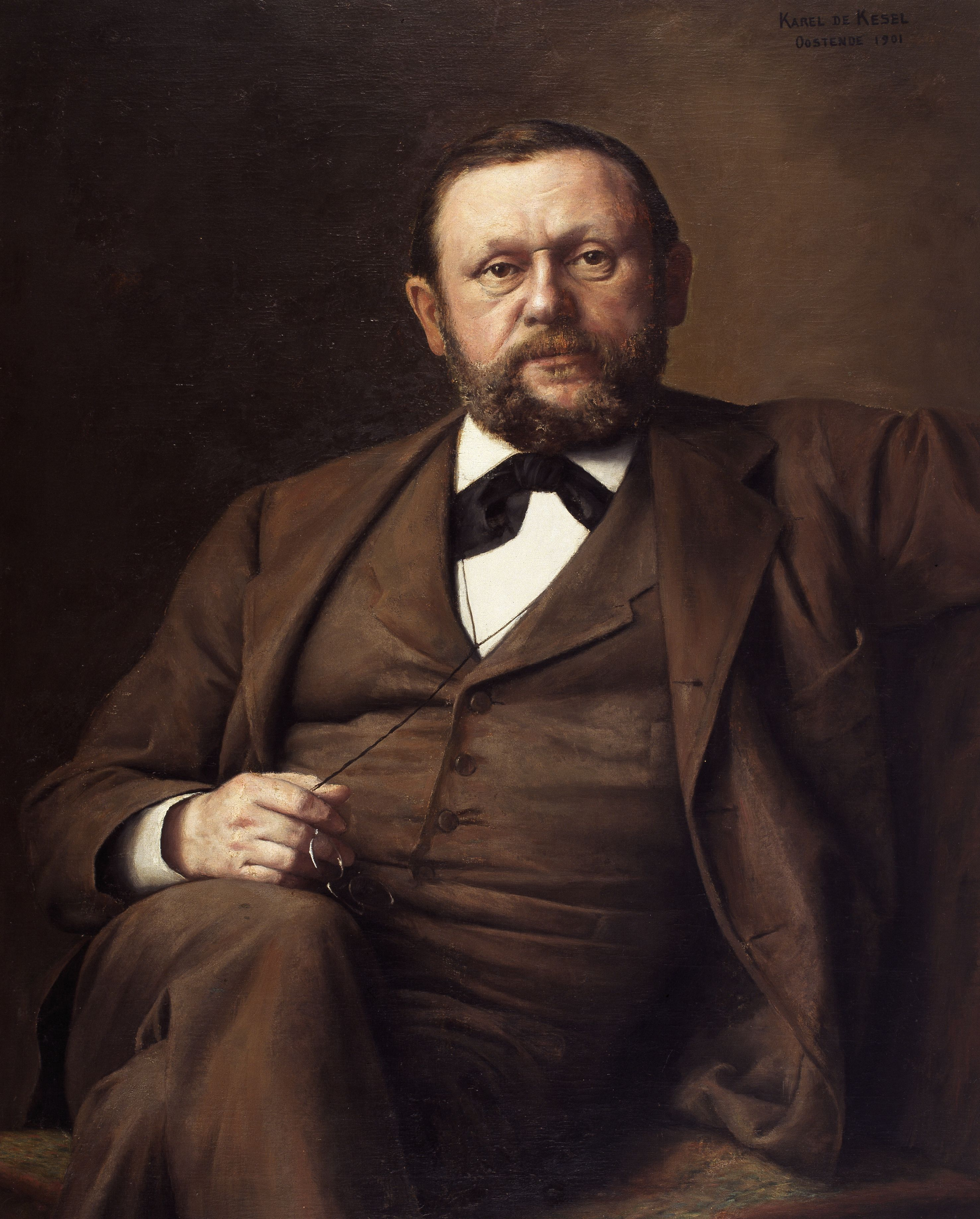
Portrait de l'homme politique Émile-Louis Coppieters, musée des Beaux-Arts de Gand, 1901.